# Cameron Sharp
Robert Cameron Sharp (* 3. Juni 1958 in Ayrshire, Schottland) ist ein ehemaliger britischer Sprinter.

## Karriere
1978 siegte Sharp bei den Commonwealth Games in Edmonton mit der schottischen Mannschaft in der 4-mal-100-Meter-Staffel. Bei den Europameisterschaften in Prag kam er mit der britischen 4-mal-100-Meter-Stafette auf den sechsten Platz.
Bei den Olympischen Spielen 1980 in Moskau wurde er Siebter über 100 Meter und erreichte über 200 Meter das Halbfinale. In der 4-mal-100-Meter-Staffel belegte er mit dem britischen Quartett den vierten Platz.
1982 gewann er bei den Europameisterschaften in Athen Silber über 200 Meter und wurde Vierter über 100 Meter. Bei den Commonwealth Games in Brisbane folgten Bronzemedaillen über 100 Meter, 200 Meter und in der 4-mal-100-Meter-Staffel. Bei den Weltmeisterschaften 1983 in Helsinki schied er über 100 und 200 Meter im Halbfinale aus.
Bei den Hallenweltspielen 1985 in Paris wurde er Sechster über 60 Meter. Sein letzter großer internationaler Erfolg war die Bronzemedaille, die er mit der schottischen 4-mal-100-Meter-Stafette bei den Commonwealth Games 1986 in Edinburgh gewann.
1982 wurde er Englischer Meister über 100 Meter und 1980 Englischer Hallenmeister über 60 Meter. Den Britischen Meistertitel errang er 1980 und 1981 über 100 Meter sowie 1980 über 200 Meter. 1982 wurde er Schottischer Meister über 200 Meter und 1987 über 100 Meter.

## Privates
Seit 1983 ist er mit der Mittelstreckenläuferin Carol (geb. Lightfoot) verheiratet. Die gemeinsame Tochter Lynsey Sharp wurde 2012 Europameisterin über 800 Meter.

## Bestzeiten
- 60 m (Halle): 6,66 s, 18. Januar 1985, Paris (handgestoppt: 6,6 s, 11. Januar 1980, Cosford)
- 100 m: 10,20 s, 24. August 1983, Zürich
- 200 m: 20,47 s, 9. September 1982, Athen